# 稻村優奈
稻村優奈（日语：／ Inamura Yūna，1982年7月11日—）是一位日本女性聲優、演員，她出生於鹿兒島縣，在東京都中野區成長。現隸屬AT Production。

## 經歷
稻村優奈的特技是劍道、插畫。取得幼稚園教師執照、保育士執照。三人姐弟中的長女。東京都立井草高等学校畢業後作為演員初次亮相，進行電視廣告和電視劇的演出。
2003年她參加狼雨的試聽，飾演了ミュウ這個角色後成為聲優。2005年擔任人機 續篇和はっぴぃセブン 〜ざ・テレビまんが〜的女主角配音。其後擔任銀河天使II女主角（アプリコット・桜葉）的配音而知名度大增。
以聲優為主體活動的2005年後，仍然持續作為演員，在富士電視台系列的娛樂性節目中演出。
在音樂活動方面除了角色歌外，從2005年起與花村怜美組成sorachoco，進行實況錄音的工作。曾和中島沙樹組成「sandy」。

## 出演作品

### 電視動畫
2003年
- 狼雨（ミュウ）

2004年
- W ～Wish～（遠野家的母親）
- 愛情泡泡糖（擔任老師）
- RAGNAROK THE ANIMATION（カプラ職員）

2005年
- 美少女學園（蝶野オトメ）
- 人機 續篇（柊赤緒／大池赤菜）
- SoltyRei（イルミナ）
- はっぴぃセブン 〜ざ・テレビまんが〜（迫守亞麻乃）

2006年
- 家庭教師HITMAN REBORN!（笹川京子）
- 銀河天使II（アプリコット・桜葉）
- Ghost Hunt（女［FILE4 11話］）
- 新‧妖怪人間貝姆（日向雲英）
- 吉永家的石像怪（小野寺美森）

2007年
- CODE-E（君塚麻織）
- 黑之契約者（大塚真由）

2008年
- 死後文（白河塔子）
- まめうしくん（カラ子）

2010年
- 真·恋姫†無双 ～乙女大乱（兀突骨）
- 家庭教師HITMAN REBORN!（笹川京子、匣兵器納茲）

2014年
- 遊戲王ARC-V（柊柚子、塞瑞娜）

### 遊戲
- 水星領航員 The NATURAL ～遙遠記憶之幻象～（神秘的少女）
- 江戸もの（菊之助）
- Galaxy Angel II（アプリコット・桜葉）
- 網球王子 ドキドキサバイバル 山麓のMystic（辻本彩夏）
- 真實之淚 true tears（真田柚子）
- Parfait ～Chocolat Second Style～（雪乃明日香）
- パレドゥレーヌ（エリオット）
  - パレドゥロワイヤル（エリオット）
- 龍刻 RYU-KOKU（玖印ともか）
- WRESTLE ANGELS SPECIAL（橘みずき）
- 惡代官3（おゆう）
- 家庭教師HITMAN REBORN!（笹川京子）

### 戲劇
- おばはん刑事!流石姫子8（2003年朝日電視台系列土曜ワイド劇場内）流石姫子（高校時代）役
- 永遠の君へ（2004年富士電視台系列）第26話
- ACCESS（DSE系列）三村瑞穂役
- パルフェ ～アナザーストーリー～（DSE系列）雪乃明日香役
- true tears ～pure album～（DSE系列）真田葉子役
- こたえてちょーだい!（富士電視台）
- わかってちょーだい!（富士電視台）

## 外部連結
- （日語）sorachoco official web site 空とちょこと泉
- （日語）sorachoco時間